# August Marić
August Marić (28. ožujka 1885. – 17. studenog 1957.), bio je hrvatski general. Rođen je u Goraždu u današnjoj BiH, gdje je njegov otac službovao kao austro-ugarski činovnik; otac mu je po narodnosti bio Hrvat, a majka Srpkinja. August Marić je službovao kao austro-ugarski stožerni časnik na bojištu s Rusijom, da bi potom postao časnik vojske Kraljevine SHS/Jugoslavije. Travanjski rat 1941. godine zatječe ga u Zagrebu, kao jugoslavenskog generala.
Marić ubrzo potom stupa u Domobranstvo NDH, u prvoj grupi visokih časnika koja je predala zahtjev za primitak u novu vojsku (na tom prvom popisu vojnik časnika NDH, jedino je ime Slavka Kvaternika iznad njegovog). Nakon raznih sumnjičenja je li odan NDH, već krajem 1941. god. biva zatvoren; prijateljske veze s njemačkim časnicima u Zagrebu ga čuvaju preostalo vrijeme rata. Nakon kraja rata, surađivao je s vlastima komunističke Jugoslavije koje ga priznaju kao pripadnika (ne borca) Narodnooslobodilačkog pokreta - nesumnjivo je pomogao nekim pojedincima i obitelji koje su imale problema s vlastima NDH, a svoje sukobe s drugim visokim časnicima NDH je nastojao prikazati kao navodno sabotiranje te države - te je nastavio živjeti u Zagrebu kao umirovljenik.

## Životopis
Nakon što je prva četiri razreda osnovne škole završio u Bosanskoj Krupi, od 1894. godine nastavlja školovanje na vojnim gimnazijama u Ugarskoj i Moravskoj; potom se školuje na Vojnoj akademiji u Bečkom Novom Mjestu. Od 1904. godine službuje u konjici u Transilvaniju, odakle je 1909. godine upućen na Ratnu školu u Beč, koju pohađa do 1912. Nakon toga postaje glavnostožernim satnikom, te biva poslan u vojnu službu na mjestima uz granicu s Rusijom. Na tom području provodi većinu rata; zadnjih deset mjeseci rata provodi na talijanskoj bojišnici. 
Od 3. studenog 1918. godine službuje u vojnim snagama Države SHS, najprije u Zagrebu, a od početka 1919. u Ljubljani. Nakon formiranja Kraljevine SHS postaje 7. svibnja 1919. god. stožerni satnik 1. klase u vojsci te države koja se razvijala na bazi vojnih snaga bivše Kraljevine Srbije.
Odmah 1919. god. biva poslan u Makedoniju u kojoj još vlada ratno stanje; ondje oboljeva od malarije. 1921. godine služi kao načelnik stožera Drinske divizijske oblasti. Od travnja 1922. do ožujka 1923. god. zapovijeda pješačkom bojnom na albanskoj granici. U novoj vojsci se ispočetka uglavnom druži s drugim časnicima koji su došli iz austro-ugarske vojske, ali se s vremenom dobro uklapa. 
1933. godine se ženi Marijom Medaković iz Zagreba.
Od travnja 1936. do listopada 1939. god. radi u Inspektoratu zemaljske obrane kao načelnik industrijskog odjela. Tu radi na poslovima akvizicije naoružanja iz Njemačke za potrebe jugoslavenskih oružanih snaga.
Krajem 1939. godine, u činu brigadnog generala je imenovan za zamjenika zapovjednika Savske divizijske oblasti sa sjedištem u Zagrebu; krajem slijedeće godina postaje zapovjednikom te divizijske oblasti, uz unaprjeđenje u čin divizijskog generala. U tisku je prezentirano da je on prvi Hrvat s takvim činom i dužnošću u jugoslavenskoj vojsci; a ocjenjivalo se da se njegovim imenovanjem na tu dužnost nastoji popraviti odnose vojske s Hrvatima.
U Travanjskom ratu uspijeva suzbiti prelazak njemačkih vojnih snaga preko Drave. Ubrzo je suočen s velikim dezertiranjem Hrvata, pa 9. travnja odlučuje otpustiti kućama sve pričuvnike koji se ne žele boriti. 10. travnja biva general Marić zarobljen po Nijemcima u Podsusedu; nakon što je noć proveo u hotelu "Milinov" u centru Zagreba (današnji hotel "Dubrovnik"), pustili su njega i druge časnike hrvatske nacionalnosti Nijemci kućama.
Odmah u travnju surađuje sa Slavkom Kvaternikom u formiranju vojnih snaga Nezavisne Države Hrvatske, te je u prvoj skupini visokih vojnih časnika iz jugoslavenske i austro-ugarske vojske koji su primljeni u vojnu službu nove države. Početkom lipnja 1941. god. imenuje Slavko Marića za glavara Glavnog stožera.
U svibnju i lipnju radi na razgraničenju između NDH i Njemačke; od 6. lipnja 1941. god. je predsjednik hrvatskog povjerenstva za razgraničenje NDH i Trećeg Reicha.
Nakon izbijanja ustanaka srpskog stanovništva u Hercegovini (Vidovdanski ustanak), Lici ("Dan ustanka naroda Hrvatske") i drugdje, on je u grupi časnika oko Slavka Kvaternika koja se zalažu za deeskalaciju sukoba i obračun s tzv. divljim ustašama koji se upuštaju u samovoljni protusrpski teror. 4. listopada 1941. godine je razriješen službe glavara Glavnog stožera, te nastavlja raditi na teškom poslu razgraničenja s NDH s Njemačkom. 
Ustaška nadzorna služba pokreće istragu protiv njega zbog navodnih zlouporaba novčanih sredstava vojske, te on biva u listopadu 1941. godine razriješen svih vojnih dužnosti, a 3. siječnja 1942. su on i njegova supruga Marija uhićeni; 27. siječnja UNS daje prijedlog da ih se pošalje u koncentracijski logor na tri godine. UNS iznosi ocjenu da je general August Marić glavni krivac za sve neuspjehe vojnih snaga NDH na području Bosne i Hercegovine. Tijekom ispitivanja je general Marić i premlaćen. Njegovoj supruzi se stavljalo na teret da je vojnim zarobljenicima srpske narodnosti u Njemačkoj slala pakete s hranom i da je prijateljevala s nekim Srbima. Marić provodi u pritvoru u Zagrebu 3 mjeseca, a njemački vojni predstavnik u NDH general Edmund Gleise von Horstenau se u ožujku 1942. god. zauzima za njegovu rehabilitaciju. Oslanjajući se na dobre veze s njemačkim vojnim časnicima, sklanja se Marić u rujnu 1942. god. u Beč, gdje potom boravi do ožujka 1943. god. Poglavnik NDH Ante Pavelić je u listopadu za postupak protiv A. Marića optužio tada upravo smijenjenog Slavka Kvaternika; odobrio je da mu se isplate generalske plaće od trenutka uhićenja u listopadu 1942. god. i umirovio ga s 31. prosincem 1942. godine uz punu mirovinu.
Vojni sud donosi u listopadu 1942. god. odluku gdje se utvrđuje da je postupak prema Augustu Mariću bio nepravilan, te da su mu dokazani tek stanoviti manji propusti u raspolaganju sredstvima komisije za razgraničenje NDH i Njemačke.  Kasnije je po nalogu Ante Pavelića osnovano novo vojno istražno povjerenstvo, koje je ustanovilo da nisu istinite niti one (manje) optužbe koje bile utvrđene u listopadu 1942. godine. 
Nakon povratka u Zagreb u ožujku 1943. godine zapošljava se August Marić u poduzeću "Petrolej" d.d., poduzeću osnovanom 1939. godine njemačkim kapitalom.
U listopadu 1943. god. je uputio tadašnjem zapovjedniku oružanih snaga i ministru NDH generalu Miroslavu Navratilu tužbu protiv Slavka Kvaternika, pukovnika Milana Praunspergera i nekolicine drugih časnika, koji da su ga teško oštetili progonom u kojemu su zlouporabili svoje ovlasti.
Nakon okončanja tzv. urote Lorković - Vokić, Marić je kraće vrijeme interniran na Sljemenu kao sumnjiva osoba (bio je prvi pušten, izgleda zahvaljujući zauzimanju svojih njemačkih poznanika). Policijske vlasti NDH će ga do kraja rata tretirati kao sumnjivu osobu: krajem 1944. god. mu je oduzet telefonski priključak, a u veljači 1945. i radio-uređaj.
Marić je s novim komunističkim vlastima 1945. godine nastojao surađivati, te je za njih napisao izvješća u kojima ocrnjuje druge domobranske časnike. Optužbe da je sabotirao NDH koje su protiv njega iznošene krajem 1941. i početkom 1942. god. pokušavao je sada iskoristiti u svoju korist, tvrdeći da je baš tako i bilo. Komunistički dužnosnik Vladimir Velebit je u njegovu korist potvrdio da je kao činovnik "Petroleja" d.d.  postigao da naftna postrojenja u Gojlu (kod Kutine) nisu uništena tijekom povlačenja Nijemaca. Vladimir Velebit je potvrdio da se prije odlaska u partizane 1942. god. skrivao u stanu Augusta Marića u Zagrebu, a da je poslije tijekom rata pomagao njegovim roditeljima koji ostali u Zagrebu. Naposljetku je ishodio da ga se prizna za pripadnika Narodnooslobodilačkog pokreta. Krajem 1945. godine mu je umjesto stana u kojemu je tijekom rata živio kao general dodijeljen stan u Opatičkoj ulici na Gornjem Gradu: bilježi se da je ondje u svađama sa susjedima propitivao njihovo držanje tijekom rata - postavljajući se prema njima kao veliki pristalica socijalističke Jugoslavije. 1. siječnja 1947. godine mu je priznato pravo na mirovinu, uz isplatu zaostataka mirovine od 1. siječnja 1946. godine. Umro je u Zagrebu 1957. godine.